# IC 388
IC 388 ist ein optisches Galaxienpaar im Sternbild Eridanus am Südsternhimmel. IC 388-1 ist schätzungsweise 241 Millionen Lichtjahre, IC 388-2 etwa 199 Millionen Lichtjahre von der Milchstraße entfernt.
Das Objekt wurde am 28. Januar 1892 vom französischen Astronomen Stéphane Javelle entdeckt.